# 天禧海嘉控股
天禧海嘉控股集團有限公司，簡稱天禧海嘉控股（英語：Sky Chinafortune Holdings Group Limited，港交所：0141），由1992年5月12日，從金城國際有限公司更名而來的，現時董事會主席及行政總裁江天。現時主要經營飼料、物業投資等行業，前身為「大中華集團有限公司」。
其中木薯粉、魚粉等飼料最多，其次是香港及中國物業投資。另外，中糧集團也是第二大股東的，而最大股東是廣豐實業股份有限公司所有關聯企業。
2019年6月27日，前身為「大中華集團有限公司」更名為「天禧海嘉控股集團有限公司」或「Sky Chinafortune Holdings Group Limited」；2019年7月9日，股份名稱也有所變動，英文股票簡稱將由「GREAT CHINA」更改為「SKYCHINAFORTUNE」， 而中文股票簡稱則由「大中華集團」更改為「天禧海嘉控股」股份買賣。

## 連結
- skychinafortune.com（页面存档备份，存于）